# El Genio de Andalucía
El Genio de Andalucía fue una revista editada en la ciudad española de Sevilla entre 1844 y 1845, durante el reinado de Isabel II.

## Historia
Editada en Sevilla y subtitulada «periódico universal», su primer número apareció el 1 de noviembre de 1844 y cesó el 15 de marzo de 1845. La revista, de la que se publicaron un total de diez números, salía en ejemplares de dieciséis páginas en cuarto, papel fino, clara impresión y adornos en las páginas.
La publicación fue dirigida por José María Gutiérrez de Alba y entre sus redactores se contaron nombres como los de Emilio Bravo, Juan Nepomuceno Justiniano, José Núñez de Prado, Enrique Cisneros y Nuevas, Eugenio Sánchez Fuentes, Antonio Robles, Amparo Justiniano, R. García, Francisco Rodríguez Zapata y Antonio Manuel de Villena, entre otros. Dio cabida a piezas musicales de Manuel Sanz y Francisco Javier Rodríguez, además de dibujos de Manuel Barrera.
Su contenido incluía estudios físicos, cuadros de costumbres, poesías, revistas de teatros, artículos literarios, variedades, fábulas y sueltos, entre otras secciones.